# Fleta
Fleta – obszar niemunicypalny w Kern County, w Kalifornii (Stany Zjednoczone), na wysokości 806 m.